# Dorfkirche Wallstawe

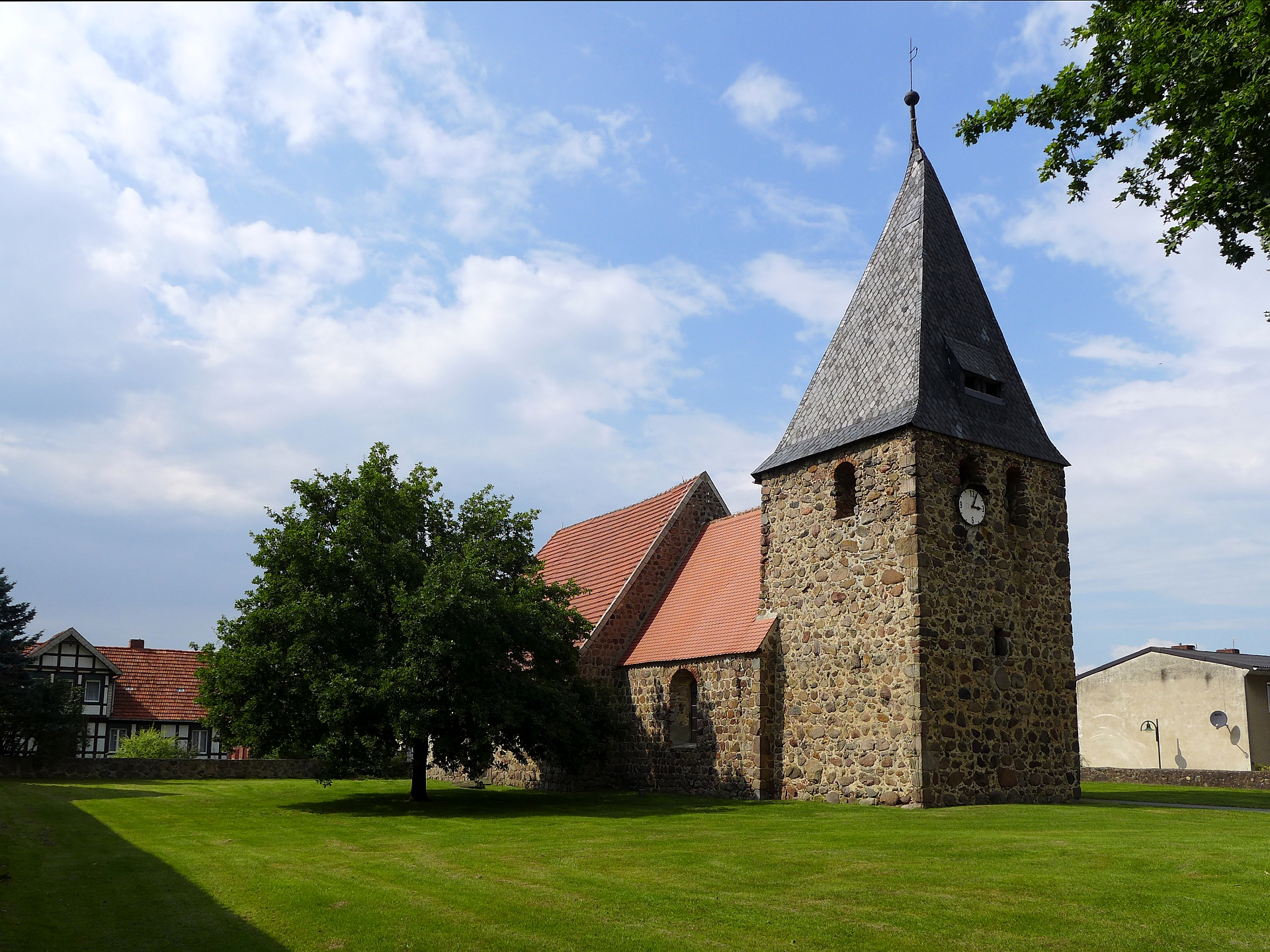
Dorfkirche Wallstawe

Die evangelische Dorfkirche Wallstawe (auch: St. Katharina) ist eine romanische Saalkirche in Wallstawe im Altmarkkreis Salzwedel in Sachsen-Anhalt. Sie gehört zu den sogenannten Sieben verkehrten Kirchen der Altmark und zum Pfarrbereich Diesdorf im Kirchenkreis Salzwedel der Evangelischen Kirche in Mitteldeutschland (EKMD).

## Geschichte und Architektur
Die Kirche wurde als ursprünglich zweiteilige Anlage aus breitem Schiff und stark eingezogenem quadratischem Chor vermutlich in der ersten Hälfte des 13. Jahrhunderts erbaut; das Feldsteinmauerwerk ist sorgfältig ausgeführt. Der gegenüber dem Chor eingezogene querrechteckige Choranschlussturm im Osten mit hohem Zeltdach wurde nachträglich aus grob bearbeitetem Feldsteinmaterial angefügt; möglicherweise bezieht sich die für das Jahr 1364 geplante Bautätigkeit auf den Turm. Die Priesterpforte an der Chornordseite und  das abgetreppte Südportal des Schiffs sind noch ursprünglich, beide sind außen rundbogig ausgebildet. Die Fenster stammen demgegenüber aus der Neuzeit. Das ursprüngliche Ostfenster ist vom Turm aus sichtbar, es ist leicht spitzbogig mit Archivolte aus keilförmigen Backsteinen ausgebildet. Oberhalb davon ist im ehemaligen Chorgiebel eine große gedrückt rundbogige Öffnung mit Backsteinlaibung eingelassen, eine ähnliche, ebenfalls vermauerte Öffnung ist im Westgiebel des Schiffs zu finden. Eine kleine südliche Turmpforte und Schallöffnungen sind stichbogig in Backstein ausgeführt.
Das flachgedeckte Innere wurde im Jahr 1981 renoviert. Zwischen dem breit gelagerten Schiff und dem Chor vermittelt ein niedrig angesetzter runder Triumphbogen. Ursprünglich gab es in der Kirche eine feste Sitzordnung beim Gottesdienst, nach der Frauen auf der Nordseite und die Männer auf der Südseite getrennt sitzen mussten, außerdem wurden die gesellschaftlich höher gestellten Personen näher beim Altar platziert.

## Ausstattung
Das Hauptstück der Ausstattung ist ein qualitätvoller hölzerner Kanzelaltar mit seitlichen Durchgängen, der auf der Rückseite auf das Jahr 1735 datiert ist. Der Kanzelkorb ist flankiert von Pilastern mit Wappen derer von Alvensleben und von der Schulenburg; die Verzierungen sind ornamental geschnitzt und zeigen unter anderem Blütenmotive. Eine kelchförmige Taufe stammt vermutlich aus dem 17. Jahrhundert. 
Die Orgel ist ein Werk der Firma Robert Voigt aus Stendal aus dem Jahr 1895, dessen Restaurierung durch die Firma Jörg Dutschke 2008 durchgeführt wurde.